# درومولاکسیا
درومولاکسیا
شهر درومولاکسیا (به روسی: Δρομολαξιά) در ناحیه لارناکا در کشور قبرس واقع شده‌است. جمعیت این شهر ۵٫۲۴۰ نفر است.